# Богдан Залуга
Богдан Залуга (21 листопада 1924 —23 січня 2005) — громадський діяч, викладач, журналіст Швеції українського походження.

## Життєпис
Народився у селі Сайків (нині Миколаївський район Львівської області, Україна). Тут здобув початкову освіту — закінчив народну школу. Потім навчався у гімназії. Згодом поступив до Львівського політехнічного інститутіту, проте не завершив освіту через Другу світову війну. 1943 року під час вивезення на примусові роботи до Німеччини втік, однак був перехоплений радянським патрулем і 1944 року направлений до Першого Чехословацького корпусу, що складався переважно із закарпатців. У складі останнього брав участь у боях в Словаччині та Моравії.
1948 року нелегально перейшов кордон Чехословаччини із американською зоною окупації Німеччини, рік перебував у таборі для біженців. 1949 року емігрував до Швеції, де отримав від уряду політичний притулок. Після закінчення Стокгольмського університету викладав географію в школах, педагогіку — у педагогогічному інституті.
Від 1960-х років брав участь в акціях на підтримку боротьби за незалежність в Україні, а також у радянських республіках Прибалтики. У 1978—1992 роках очолював Українську громаду в Швеції, редагував і видавав часопис «Скандинавські вісті». Крім того працював у правозахисній організації «Міжнародна Амністія». З 1980-х років супроводжував шведські делегації до України.
Зі здобуттям Україною незалежності допомагав налагодити й розвинути культурно-економічні зв'язки України не лише із Швецією, а й з іншими країнами Скандинавії. Був організатором приїзду в Швецію і виступу показового оркестру Міністерства оборони України, перекладачки О.Сенюк, допоміг у виданні книги про українського оперного співака Модеста Менцинського, сприяв налагодженню співпраці між шведськими та українськими науковцями, громадськими діячами та політиками, Рігсдагом та Верховною Радою України.
Помер у 2005 році у Стокгольмі.

## Праці
- нарис «Українці у Швеції»

## Нагороди
- орден «Біла Зірка» (2002 рік), Естонія.